# Drosera regia
Drosera regia là một loài cây ăn thịt trong chi Drosera trong họ Gọng vó và là loài đặc hữu của một thung lũng duy nhất ở Nam Phi. Danh pháp của chi Drosera có nguồn gốc từ tiếng Hy Lạp droseros, có nghĩa là "sương bao phủ". Danh pháp cụ thể regia có nguồn gốc từ tiếng Latin nghĩa là "hoàng gia", một tham chiếu đến "bề ngoài nổi bật" của loài cây này. Các lá riêng biệt thể đạt chiều dài đến 70 cm. Nó có các đặc điểm bất thường của sinh vật cổ còn sót lạị mà không tìm thấy trong hầu hết các loài Drosera khác, bao gồm các thân rễ mộc, phấn hoa nắp mang cá (operculate), và thiếu sự sắp xếp lá trong chồi hình thoa trong sự tăng trưởng cán hoa. Tất cả những yếu tố này, kết hợp với các dữ liệu phân tử từ phân tích phát sinh loài, đóng góp vào các bằng chứng cho thấy D. regia sở hữu một số các đặc tính cổ xưa nhất trong chi. Một số trong số các đặc điểm này được chia sẻ với loài có quan hệ gần (Dionaea muscipula), trong đó cho thấy một mối quan hệ tiến hóa gần gũi.
Các lá có tua phủ có thể bắt những con mồi lớn, chẳng hạn như bọ cánh cứng, sâu bướm và bướm. Các xúc tu của tất cả các loài Drosera chuyên tuyến rình rập trên bề mặt trên của lá tạo rat chất nhầy dính. Các lá được coi là giấy bẫy ruồi hoạt động phản ứng với con mồi bị bắt bằng cách uốn cong để bao quanh nạn nhân. Trong môi trường sống fynbos bản địa của nó, loài này cạnh tranh cho không gian cỏ và cây bụi thường xanh thấp có nguồn gốc đầm lầy. 

## Hình ảnh

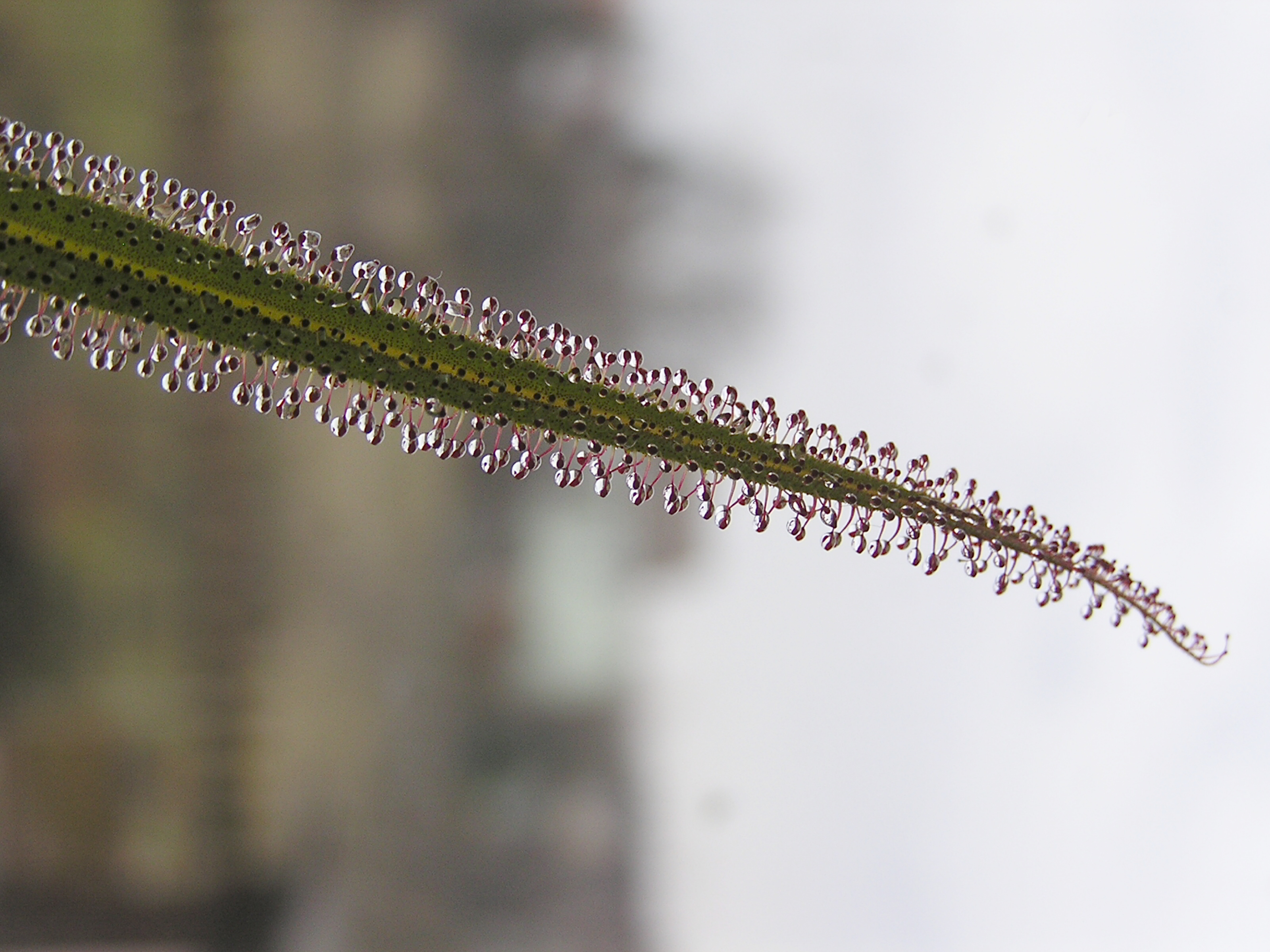
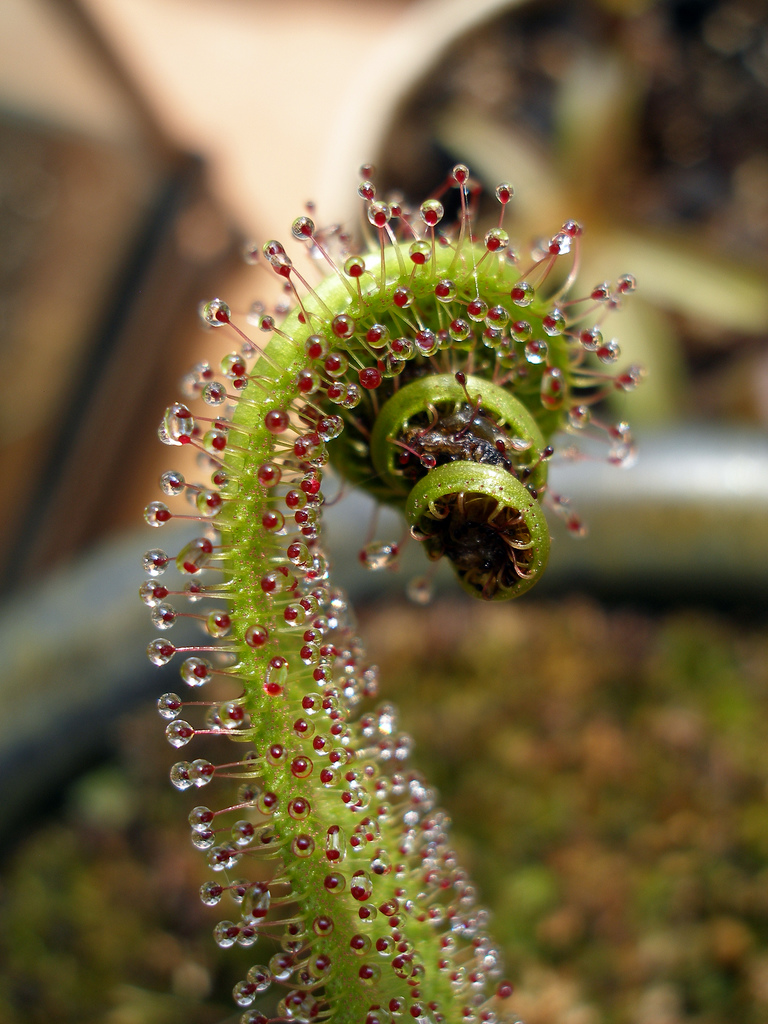
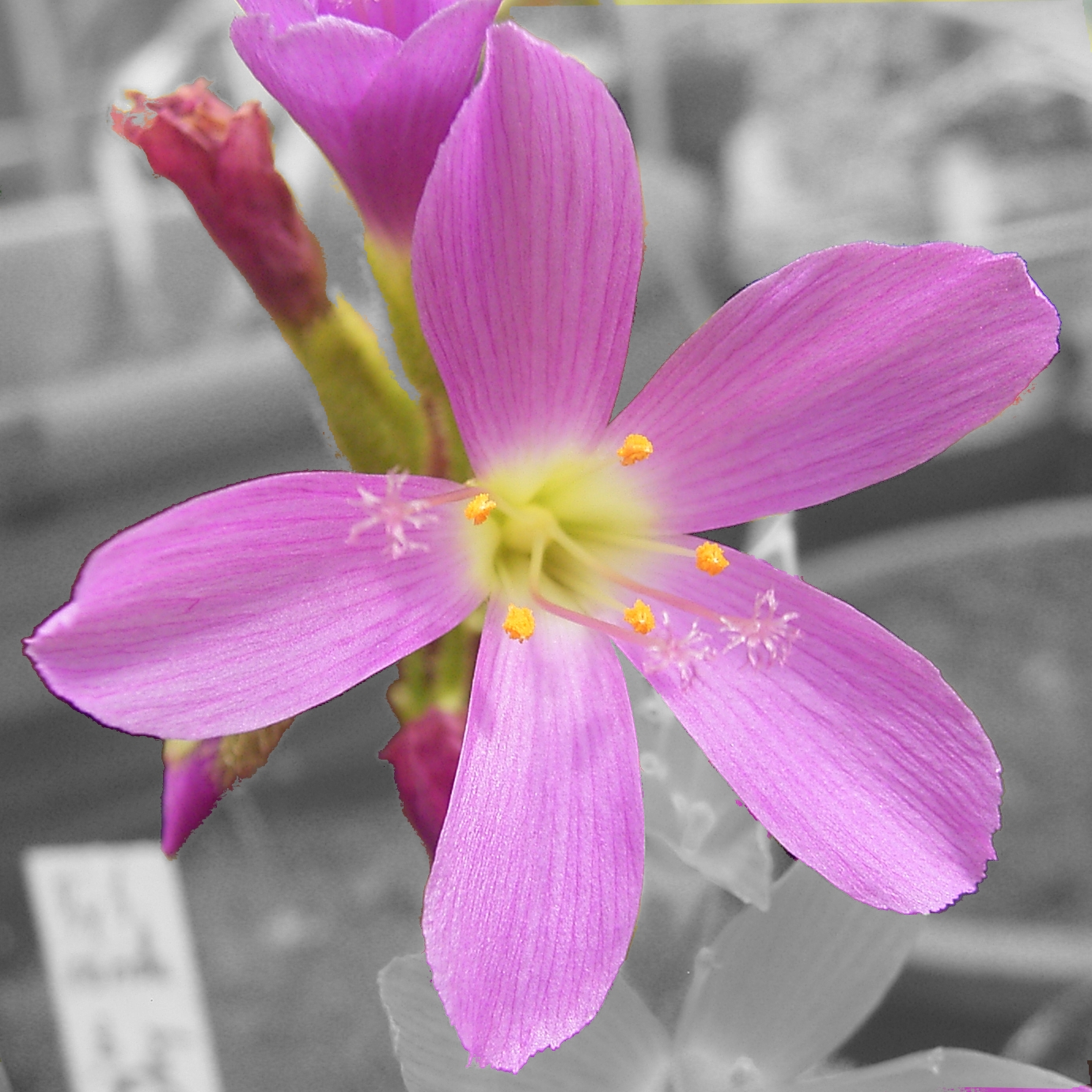
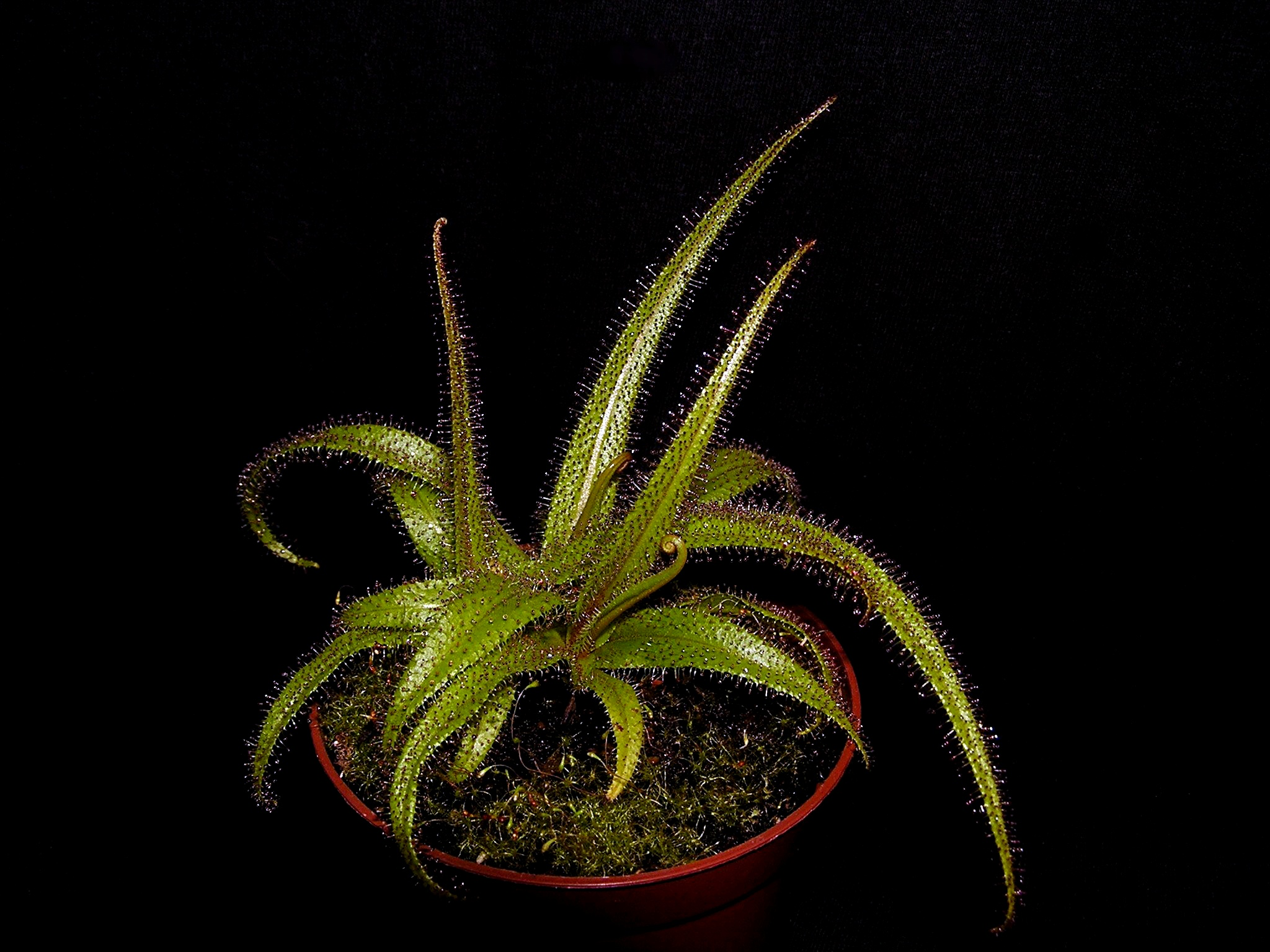